# Pardon My English
Pardon My English ist eine Musical Comedy mit der Musik von George Gershwin und den Liedtexten von Ira Gershwin. Das Buch wurde von Herbert Fields und Morrie Ryskind geschrieben. Die Uraufführung fand am 20. Januar 1933 im Majestic Theatre in New York statt.

## Aufführungsgeschichte
Das Musical war bei seiner Uraufführung kein Erfolg, es hatte mit lediglich 43 Vorstellungen die kürzeste Laufzeit aller Gershwin-Shows. Abgesetzt wurde es am 25. Februar, zwei Tage vor der Nacht des Reichstagsbrandes in Berlin – ein Umstand, der bei einem Musical, das in Deutschland spielt, nicht ganz ohne Bedeutung scheint. Die Produzenten Alex. A. Aarons und Vinton Freedley, die mit den Gershwins schon bei solch erfolgreichen Musicals wie Lady, Be Good, Oh, Kay!, Funny Face und Girl Crazy zusammengearbeitet hatten, waren in finanzielle Schwierigkeiten geraten. Während der Voraufführungen gab es zudem Probleme mit der Besetzung und dem Buch; Jack Buchanan, der die Hauptrolle übernehmen sollte, und Ko-Librettist Morrie Ryskind verließen die Produktion.

„Pardon My English“ steht in einer Reihe mit drei anderen Gershwin-Musicals, die politische Themen aufgreifen: der Kriegssatire Strike Up the Band (1927), der Wahlkampfparodie Of Thee I Sing (1931) und der Farce auf Gleichschaltung und Revolution Let ’Em Eat Cake (1933).
Das Buch zu „Pardon My English“ steht mit seiner überdrehten Handlung ganz in der Tradition der film comedies und Broadwayerfolge jener Jahre. Eine absurde, im Gangstermilieu angesiedelte Geschichte, die aktuelle Modethemen von Prohibition bis Persönlichkeitsspaltung aufgreift, wird mit schnellen Situationswechsel, flotten Dialogen in der Manier der screw ball comedies und Slapstickmitteln, also einer bewusst körperbetonten Komik, erzählt. Mit diesen Elementen wird eine skurrile Satire auf die umstrittene Prohibition (und damit auf die Innenpolitik einiger Bundesstaaten der USA) entworfen. Wie aktuell das war, zeigt die Tatsache, dass exakt einen Monat nach der Premiere, am 20. Februar 1933, die Prohibition aufgehoben wurde. Durch den Wegfall dieses Satirethemas hatte das Musical seinen Angriffspunkt verloren – kein untypisches Schicksal für ein Zeitstück wie „Pardon My English“. Konsequenterweise fiel am Broadway nur 5 Tage nach Ende der Prohibition der letzte Vorhang für das Stück.
„Pardon My English“ siedelten die Autoren in Deutschland an, genauer gesagt in Dresden und dem nahegelegenen Bad Schandau. Schon in „Strike Up The Band“ (1927/30) hatte Morrie Ryskind mit der Wahl der Schweiz als Handlungsort einer Kriegssatire einen europäisch-‚exotischen’ Schauplatz gewählt. In „Pardon My English“, das eigentlich amerikanische Verhältnisse persifliert, wird nun die Kulturstadt Dresden zum Schauplatz der Handlung. Diese Ortswahl nehmen die Autoren auch zum Anlass, vermeintlich deutsche Eigenarten wie Volksmusik, Leberwurst oder polizeilichen Ordnungssinn zu parodieren. Dies ist eine gängige Methode, die unter anderem auch in den zahlreichen Heidelberg-Stücken 
und -Filmen der Zeit (z. B. Rombergs „The Student Prince“, 1931) ihren Ausdruck gefunden hat. Auffällig bleibt, dass reale Bezüge zu Dresden oder zeitpolitische zur deutschen Politik nicht vorkommen: So wird weder eine Topographie Dresdens entworfen, noch finden die zehn Tage nach der Uraufführung an die Macht kommenden Nationalsozialisten Erwähnung. Damit bleibt das Buch in der Tradition zeitloser Satire mit einem Anspruch auf Allgemeingültigkeit. 
Das Musical geriet in Vergessenheit, bis das Libretto 1982 wiederentdeckt wurde. 1987 wurde seine Partitur in der Library of Congress in Washington wiederaufgeführt. Das Stück wurde rekonstruiert und 1993 für CD eingespielt, allerdings in einer rein musikalischen Fassung mit einigen Kürzungen, denen zum Beispiel unverständlicherweise auch die Titelnummer „Pardon My English“ zum Opfer fiel. 
Das Stück selbst wurde im Jahre 2004 im Rahmen der Encores!-Reihe des New York City Centers neu inszeniert, wofür David Ives das Buch rekonstruierte.

Die europäische Erstaufführung fand am 27. November 2009 an der Staatsoperette Dresden unter der Regie von Holger Hauer und der musikalischen Leitung von Ernst Theis statt. Die Übersetzung ins Deutsche besorgte Wolfgang Adenberg.

## Bekannte Musiknummern
Die Partitur bzw. der Score enthält bekannte Gershwin Songs wie „Isn’t It a Pity“, „The Lorelei“ und „My Cousin in Milwaukee“.

## Handlung
Ausgangssituation: Die deutsche Regierung hat den Ausschank alkoholfreier Getränke verboten. Das Stück spielt in Dresden und Bad Schandau. Der Held des Stückes leidet an einer Dissoziativen Identitätsstörung. Der Persönlichkeitswechsel wird durch Schläge auf den Kopf ausgelöst. Als Golo Schmidt betreibt er den Club 21, in dem illegal Limonade verkauft wird, als Michael Bramleigh gehört er der britischen Oberschicht an.
Nachdem Kommissar Bauer eine Razzia im Club 21 durchgeführt hat, macht sich Golo auf den Weg zu dessen Villa, um sich zu rächen, verunglückt dabei mit Kopfverletzung. Er wacht als Michael Bramleigh auf, verliebt sich in Bauers Tochter Ilse (alternativ Frieda), diese sich in ihn, und beide beschließen zu heiraten. Bauer will der Heirat nur zustimmen, wenn sich Michael auf seinen Geisteszustand untersuchen lässt. Die Untersuchung nimmt das Wiener-Psychoanalytiker-Sextett Freud und Jung und Adler vor, kann sich aber nicht darüber einigen, ob Michael „over-“ oder „undersexed“ ist. Michael bekommt schließlich wieder etwas auf den Kopf und kehrt als Golo in den Club 21 zurück, wo er mit seiner kriminellen Bande die Entführung Ilses (Friedas) plant. Da Ilse (Frieda) Golo für Michael hält, verläuft ihre Entführung unkompliziert. Golo bringt sein Lösegeld-Opfer in ein Gasthaus nach Bad Schandau, wo ihm seine Unterwelt-Braut Gita (die Nachtigall von Krakau) aus Eifersucht auf Ilse (Frieda) eins über den Schädel zieht. Zurückgekehrt zum zukünftigen Schwiegervater Bauer, erfährt er nun als Michael, dass seine Braut entführt wurde. Da die Lösegeldforderung die Urheberschaft der Club 21-Bande erkennen lässt, entschließt sich Michael, die Geliebte zu befreien...
 Bevor Dr. Steiner alle Versammelten über Michaels/Golos Persönlichkeitsabspaltungen aufklärt, wechselt dieser noch mehrmals die Persönlichkeit, um sich zum „Happy End“ selber für Ilse (Frieda) kompatibel zu schlagen.